# Ulva lactuca
Ulva lactuca, uma alga verde da divisão Chlorophyta, é a espécie típica do gênero Ulva, também conhecida pelo nome mais geral alface-do-mar
É uma espécie anual.

## Características
Ulva lactuca é uma das espécies de maiores dimensões que povoam as costas marítimas.
É uma macroalga que possui um talo da cor verde claro, laminar expandido com margem lisa. Os talos são formados por duas camadas de células, o que difere a Ulva lactuca de outras espécies do gênero. Cada célula do talo possui um núcleo e um cloroplasto.
Essa espécie possui clorofila a e b, além dos pigmentos acessórios caroteno e xantofila, principalmente β-caroteno e luteína.
É rica em fibras, minerais, proteínas e lipídios. As fibras contêm hemicelulose, celulosa e lignina. 

## Ciclo de vida
O ciclo de vida da Ulva lactuca é diplobionte e isomórfico. Ele envolve as fases gametofítica e esporofítica. Na primeira fase (gametofítica), algas haploides (n) originam gametas com dois flagelos. Esses gametas se fundem formando um zigoto diploide (2n). O zigoto germina e origina uma alga esporofítica (2n), que sofre meiose e libera os esporos haplóides (n), com quatro flagelos. Os esporos germinam originando as algas gametofíticas (n), e assim completando o ciclo.
A reprodução de Ulva lactuca ocorre apenas no verão.

## Distribuição em Portugal
Existe em Portugal Continental, Açores e Madeira.

## Distribuição Mundial
Existe no Mediterrâneo, Atlântico, Canal da Mancha, Mar do Norte e Báltico.

## Distribuição no Brasil
Está presente em todo o litoral brasileiro, com ampla distribuição na região Sudeste.

## Habitat
Podem ser encontradas em diversos habitats. Os zoósporos podem se fixar tanto em matéria orgânica quanto em inorgânica. 
Existe sobre a rocha, às vezes em poças, na porção de costa sujeita às variações diárias dos níveis de maré (intertidal inferior) e infralitoral. 

## Taxonomia
Ulva lactuca foi descrita pela primeira vez pelo botânico sueco Carl von Linné (Lineu) em seu livro Species Plantarum (1 de maio de 1753). 

## Usos
É uma espécie oportunista, se desenvolvendo rapidamente em áreas poluídas, devido ao aumento da quantidade de nutrientes na água. Por conta disso, causa as “marés verdes” e é considerada um bioindicador de poluição ambiental. Também possui a capacidade de acumular metais (bioacumulação), sendo utilizada na recuperação e proteção ambiental de áreas contaminadas, ou na recuperação de metais de interesse dos efluentes. As algas do gênero Ulva acumulam principalmente As, Ba, Mn, Ni, Cd, Co, Cr e Pb.
As algas verdes, como a Ulva lactuca, são utilizadas como alimento em várias partes do mundo, principalmente no continente asiático, sendo uma importante fonte de proteínas e minerais. No Japão (onde são conhecidas como Awosa, Aosa ou Aonori), são utilizadas cruas, no preparo de saladas, ou cozidas, no preparo de sopas, além de serem um acompanhamento para pratos com frutos do mar.
Estudos recentes demonstram o potencial de utilização da Ulva lactuca como alimento funcional, por possuírem uma grande quantidade de fibra composta por polissacarídeos, resistentes às enzimas digestivas humanas.
As algas do gênero Ulva também são utilizadas na indústria de papel, em países como Alemanha e Itália.
Existem estudos da utilização da Ulva lactuca como alternativa para o tratamento do Hepatocarcinoma (CHC).
Ainda possui potencial bioenergético e potencial para servir como adubo.

## Sinônimos relevantes
Sinônimos homotípicos:
- Phyllona lactuca (Linnaeus) F.H.Wiggers 1780
- Monostroma lactuca (Linnaeus) J.Agardh 1883

Sinônimos heterotípicos:
- Ulva fasciata Delile 1813
- Ulva lactucaefolia S.F.Gray 1821

- Ulva nematoidea Bory 1828
- Ulva lactuca f. fasciata (Delile) Hering 1846
- Phycoseris lobata Kützing 1847
- Ulva lobata (Kützing) Harvey 1855
- Phycoseris fasciata (Delile) Montagne 1856
- Ulva crassa Kjellman 1877
- Ulva fasciata var. lobata (Kützing) Piccone 1886
- Ulva rotundata Bliding 1969
- Ulva tenera Kornmann & Sahling 1994[10]

## Nomes populares
Português: Alface-do-mar (Oliveira, 1990, Morton et al., 1998).
Árabe: Tahalib (F.A.O. 1997).
Chinês: Hai Tsai (Madlener 1977), Haisai Kun-po (Madlener 1977), Kwanpo (Madlener 1977), Shih shun (Madlener 1977).
Inglês: Chicory sea lettuce (F.A.O. 1997), Green Laver (Madlener 1977), Green laver (Duddington 1966, Dickinson 1963), Lettuce laver (Madlener 1977), Sea Grass (Madlener 1977), Sea lettuce (Madlener 1977, Dickinson 1963, Bunker & al. 2010), Thin stone brick (Madlener 1977).
Filipino: Gamgamet (Madlener 1977).
Francês: Laitue de mer (Boisvert 1984).
Alemão: Meersalat (Madlener 1977, Braune 2008).
Japonês: Aosa (Madlener 1977).
Espanhol: Lechuga de mar (Sumarriva 2013), Luche (Madlener 1977), Luchi (Madlener 1977).

Sueco: Havssallat (Tolstoy & Österlund 2003).